# 帳場

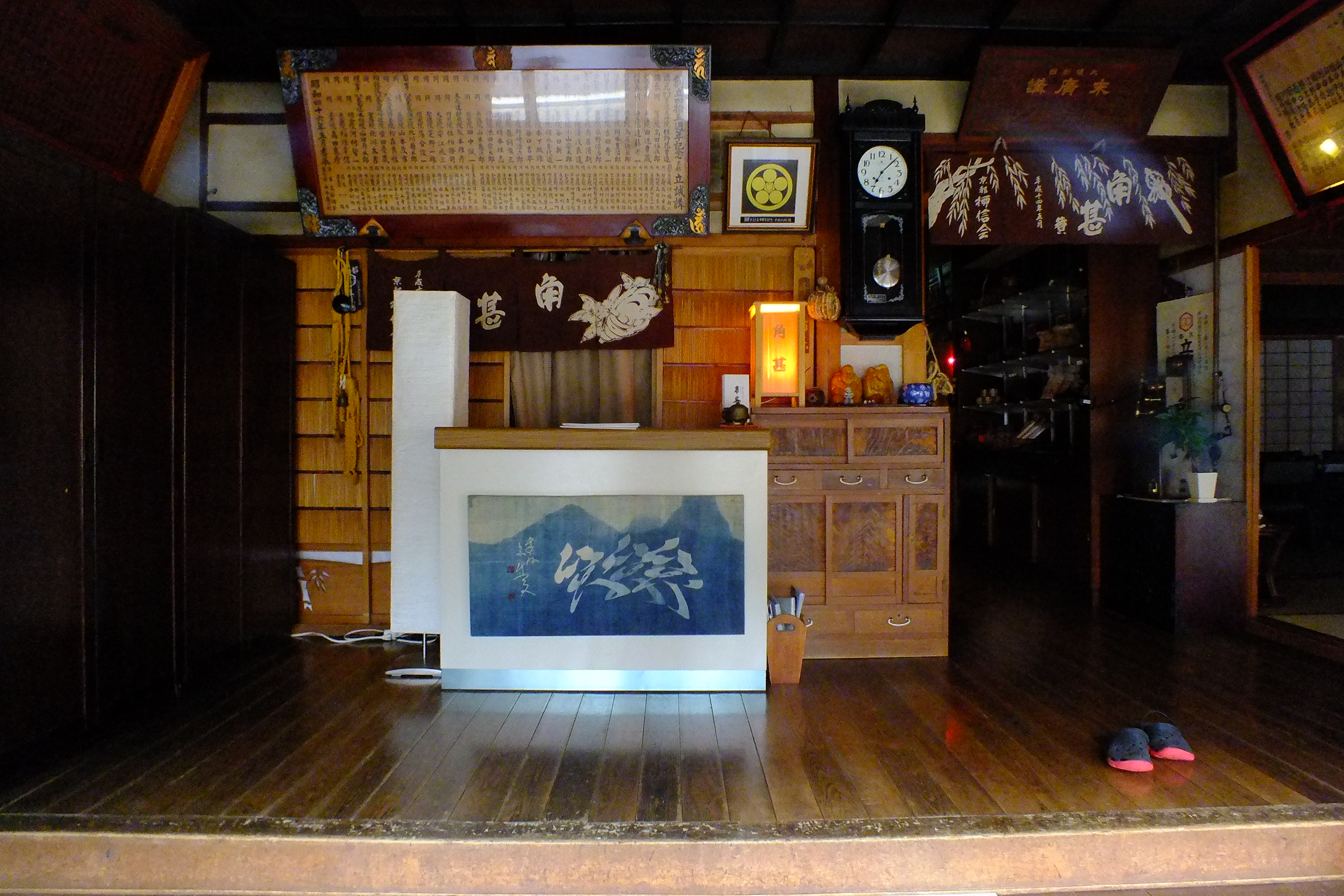
温泉旅館の帳場（洞川温泉）

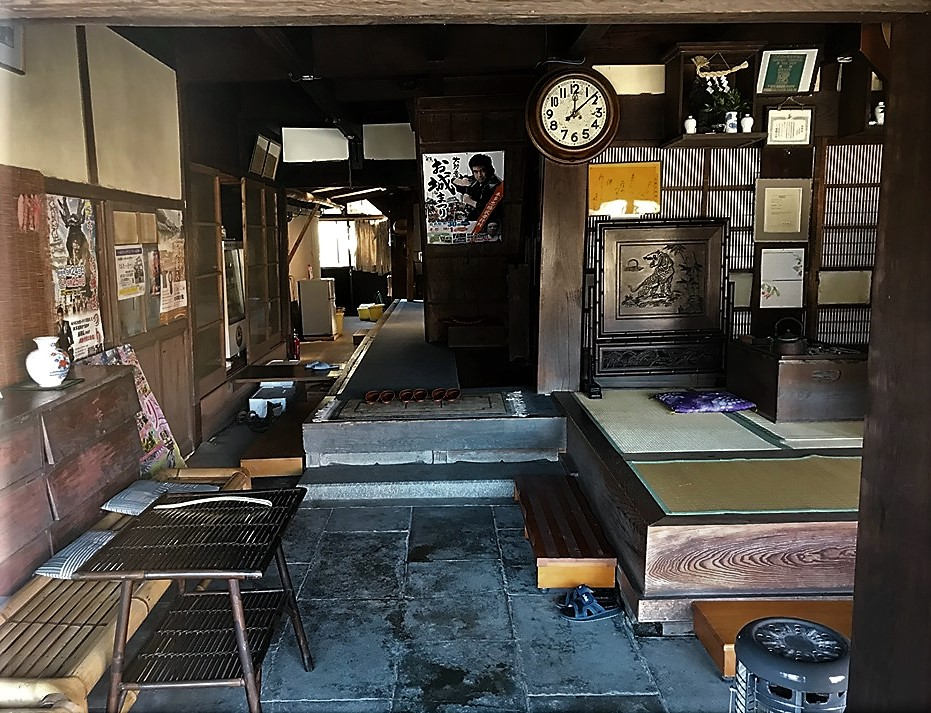
つげ義春『リアリズムの宿』にも描かれた大屋旅館帳場

帳場（ちょうば）とは、商店や旅館、料理店などで、勘定や帳付けや客が支払いを行う場所。

## 概要
通常、客と最も対面しやすい玄関付近にあり、古くは三方を結界と呼ばれる二つ折り、または三つ折りの細かい帳場格子（竪格子、衝立格子）で囲い、その内側で店主や番頭が帳付けなどの事務を執り行っていた。ホテルのフロント、カウンターに相当する。
旅館業法では、宿泊施設には帳場が必要であるとは定められておらず、同法令の第7号「その他都道府県が条例で定める構造設備の基準に適合すること」により詳細が条例にゆだねられ、多くの自治体の条例により帳場が必要とされている。民泊サービスを想定した改正旅館業法（2016年4月1日施行）では、自治体によっては条例で不要になる場合もある。具体的には、旅館業法改正に伴い「旅館業における衛生など管理要領」が改正されたが、この要領は地方自治法第245条の4第1項に基づく「技術的援助」であって強制力はなく、地方公共団体が条例を制定するための基礎となるものである。改正点では、「玄関帳場などに代替する機能を有する設備を設けることその他善良の風俗の保持を図るための措置が講じられていること。」という条件を満たせば玄関帳場を不要とする、としているがさらに帳場を不要とするには自治体ごとの条例の改正が必要となる。大阪市では2016年9月10日市議会に提出する旅館業法施行条例改正案により、客室延べ面積が33㎡未満の簡易宿所については、玄関帳場を設置しない場合も旅館業法の営業許可を認める方針に転換した。ただし玄関帳場を設置しないためには、旅館業法に基づく構造基準5項目、旅館業法に基づかない措置基準6項目、合計11項目の要件を満たす必要がある。